# Sandhurst
Koordinaten: 51° 21′ N, 0° 48′ W
Sandhurst ist eine englische Stadt mit etwa 22.000 Einwohnern in der Unitary Authority Bracknell Forest innerhalb der Grafschaft Berkshire, 60 km westlich von London.
Die Stadt liegt am River Blackwater. Zu erreichen ist Sandhurst über die Autobahnen M3 und M4. In Sandhurst befindet sich ein sehr großes Übungsgelände der British Army und die berühmte Militärakademie Sandhurst.